# Saint-Myon
Saint-Myon – miejscowość i gmina we Francji, w regionie Owernia-Rodan-Alpy, w departamencie Puy-de-Dôme.
Według danych na rok 1990 gminę zamieszkiwały 302 osoby, a gęstość zaludnienia wynosiła 55 osób/km² (wśród 1310 gmin Owernii Saint-Myon plasuje się na 553. miejscu pod względem liczby ludności, natomiast pod względem powierzchni na miejscu 964.).